# Ulrich von Adelberg
Ulrich von Adelberg (* unbekannt; † 8. Mai 1216 in Adelberg) war der erste Propst des 1178 von Volknand von Staufen gegründeten Prämonstratenser-Klosters Adelberg in Adelberg.
Ulrichs Grabmal ist an der Außenseite der spätgotischen Klosterkapelle erhalten. Während seiner Amtszeit wurden mehrere Güter des Stifts verzeichnet.